# Irina Banar
Irina Banar (Sokal', 18 marzo 1973) è un'ex cestista moldava con cittadinanza russa.

## Carriera
Con la Moldavia ha disputato i Campionati europei del 1997.